# 구이도발도 다 몬테펠트로
구이도발도 다 몬테펠트로(이탈리아어: Guidobaldo da Montefeltro, 1472년 1월 17일 - 1508년 4월 10일)는 1482년부터 1508년까지 이탈리아의 콘도티에로(용병대장)이자 우르비노 공작이다.

## 일대기
구비오 태생인 구이도발도는 1482년 아버지 페데리코 다 몬테펠트로의 뒤를 이어 우르비노 공작이 되었다.
구이도발도는 만토바 후작 프란체스코 2세 곤차가의 누이인 엘리사베타 곤차가와 결혼하였다. 구이도발도가 성불구자였던 까닭에 두 사람 사이에는 아이가 생기지 않았다. 하지만 엘리사베타는 구이도발도와의 혼인을 무효로 돌리지 않았다.
프랑스의 샤를 8세의 군대가 이탈리아 반도 남부를 침범하자 그는 교황 알렉산데르 6세 휘하의 군사 지휘관 가운데 한 사람으로서 나머지 지휘관들과 함께 맞서싸웠다; 나중에 그는 샤를 8세와 맞서고자 베네치아 공화국에 용병대장으로 고용되었다. 1496년, 구이도발도는 브라차노 인근에서 교황을 위해 싸우던 도중에 오르시니와 비텔리에 의해 포로로 잡혔으며, 다음해에 풀려나 자유인이 되었다.
1502년, 구이도발도는 체사레 보르자의 공격을 피해 만토바로 도망쳤다. 체사레 보르자의 아버지인 교황 알렉산데르 6세가 1503년에 사망하자 우르비노로 귀환하였다. 그가 자기 누이의 아들이자 교황 율리오 2세의 조카인 프란체스코 마리아 1세 델라 로베레를 양자로 입적시킴으로써 세니갈리아와 우르비노가 합병되었다. 그는 교황 율리오 2세를 도와 로마냐 재정복에 나섰다.
당시 우르비노 궁정은 이탈리아의 여러 궁정 가운데 가장 세련된 곳이었다. 많은 문학가들이 이곳 궁정에서 만남을 가졌다.
펠라그라를 앓았던 구이도발도는 포솜브로네에서 서른여섯 살의 나이로 죽었다. 그의 자리는 프란체스코 마리아 델라 로베레가 물려받았다.

## 참고
- Rendina, Claudio (1985). 《I capitani di ventura》. Rome: Newton Compton. 393–394쪽.
- Pietro Bembo, Vita dello illustrissimo s. Guidobaldo duca d'Vrbino. E della illustriss. sig. Helisabetta Gonzaga sua consorte, Firenze, Lorenzo Torrentino 1555
- P. Giovio. Istorie dei suoi tempi, Venezia 1570
- F. Ugolini. Guidobaldo da Montefeltro in «Imparziale fiorentino», 1857
- Bernardino Baldi, Della vita e de' fatti di Guidobaldo I da Montefeltro, Duca d'Urbino libri dodici, Milano, Silvestri 1821
- G. Franceschini. I Montefeltro, Milano 1970
- C. H. Clough, A. Conti, Guidobaldo da Montefeltro, duca di Urbino: fu mai gonfaloniere di Sancta Romana Ecclesia? in «Studi Montefeltrani», n. 27, San Leo 2006

| 전임 페데리코 3세 | 우르비노 공작 1482년 - 1502년 | 후임 체사레 보르자 |

| 전임 체사레 보르자 | 우르비노 공작 1503년 - 1085년 | 후임 프란체스코 마리아 1세 델라 로베레 |